# Tribunal Superior de Punjab y Haryana
El Tribunal Superior de Punjab y Haryana es el Tribunal Superior común para estos dos estados indios (Punjab y Haryana) y el Territorio de la Unión de Chandigarh con sede en Chandigarh, India. A 28 de noviembre de 2019, hay 56 jueces en el Tribunal Superior, que comprenden 39 jueces permanentes y 17 jueces adicionales. Los jueces anteriores incluyen a Jagdish Singh Khehar, Ranjan Gogoi, que fueron elevados a la Corte Suprema de la India y se convirtieron en Presidentes de la Corte Suprema de la India .
El edificio de la corte se conoce como Palacio de Justicia forma parte del Complejo del Capitolio Chandigarh. Diseñado por Le Corbusier, él y varias de sus otras obras fueron inscritas como sitios del Patrimonio Mundial de la UNESCO en julio de 2016.

## Historia

### Formación

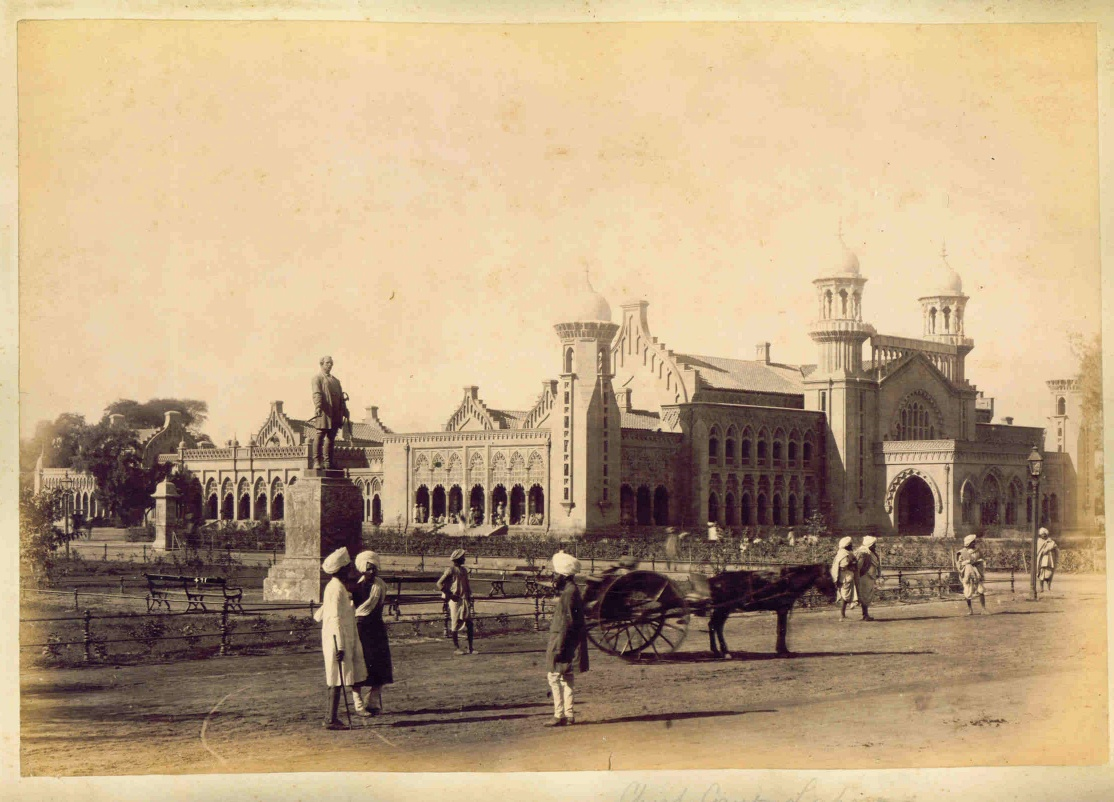
Edificio del Tribunal Superior de Lahore, c. década de 1880.

El Tribunal Superior de Punjab y Haryana se conocía anteriormente como Tribunal Superior de Lahore, establecido el 21 de marzo de 1919. La jurisdicción de ese tribunal abarcaba Punjab y Delhi a la vez. De 1920 a 1943, se confirió a la Corte jurisdicción extraterritorial sobre la parte de China que formaba parte del distrito consular británico de Kashgar, que anteriormente había estado bajo la jurisdicción de la Corte Suprema británica para China . Esto cesó con la ratificación del Tratado británico-chino para la renuncia de los derechos extraterritoriales en China.

### División inducida por la independencia
Tras la independencia de India y su partición el 15 de agosto de 1947, se creó un Tribunal Superior de Punjab, con sede en el histórico edificio Peterhoff en Shimla. Este tenía jurisdicción sobre los antiguos territorios de Patiala y East Punjab States Union y la provincia de Punjab de la India británica, que cubre ahora áreas de Punjab, Delhi, Himachal Pradesh y Haryana. Desde el 17 de enero de 1955, la Corte fue trasladada a su ubicación actual en Chandigarh. Fue en Peterhoff donde tuvo lugar en 1948-49 el juicio de Nathuram Godse, quien asesinó a Mahatma Gandhi.
La creación de Himachal Pradesh el 15 de agosto de 1948 condujo a la creación de un Tribunal de Comisionado Judicial (similar a un Tribunal Superior) para ese estado y, por lo tanto, la jurisdicción del tribunal de Punjab se redujo. Se constituyó un Tribunal Superior separado para el Territorio de la Unión de Delhi en virtud de la Ley del Tribunal Superior de Delhi de 1966. Tres jueces del Tribunal Superior de Punjab fueron transferidos al Tribunal Superior de Delhi, constituido el 31 de octubre de 1966.

### Cambio de nombre y reubicación
La Ley de Reorganización de los Estados de 1956 allanó el camino para la formación de Haryana y el Territorio de la Unión de Chandigarh a partir del 1 de noviembre de 1966. Esas formaciones también experimentaron el cambio de nombre del Tribunal Superior de Punjab como el Tribunal Superior de Punjab y Haryana. Los jueces del Tribunal Superior de Punjab se convirtieron en jueces del Tribunal Superior común con todos los poderes y jurisdicción del Tribunal Superior de Punjab. Sin embargo, la sede principal del Tribunal Superior permaneció en Chandigarh. El Tribunal Superior de Punjab y Haryana en Chandigarh (también conocido simplemente como Tribunal Superior de Chandigarh) tiene jurisdicción original y de apelación y supervisión sobre todos los asuntos relacionados con Chandigarh (un territorio de la Unión y también capital de Punjab y Haryana), Punjab y Haryana. El Tribunal Superior de Punjab y Haryana funciona desde el 1 de noviembre de 1966 en su forma actual.

### Arquitectura del edificio de la corte de Chandigarh
Le Corbusier, un conocido arquitecto francés, fue elegido para ejecutar el proyecto de construcción del tribunal superior. El primer primer ministro de la India, Jawaharlal Nehru, apoyó con entusiasmo el proyecto y mostró un interés sostenido en su ejecución. Cuando visitó el proyecto el 2 de abril de 1952, declaró: "Que esta sea una nueva ciudad símbolo de la libertad de la India, libre de las tradiciones del pasado, una expresión de la fe de la nación en el futuro". [cita requerida]

## Digitalización
El tribunal superior de Punjab y Haryana es un tribunal superior donde se ha digitalizado todo el registro de sentencias y casos pendientes. Esto permite múltiples aplicaciones únicas, tales como
1. Emisión de copias certificadas directamente del repositorio de registros digitalizados, ya que están firmados digitalmente.
2. Disponibilidad de registros de casos resueltos y pendientes para referencia judicial.
3. Facilidad de inspección electrónica de archivos de casos en copia electrónica.
4. Proporcionar copias en papel a todos los titulares de cuentas de diarios electrónicos.
5. Uso de registros digitalizados para la emisión de comunicaciones electrónicas por parte del tribunal.
6. Cualquier copia impresa de un libro de papel, si se pierde, puede reconstruirse sin pérdida de tiempo, si es necesario.

Las cifras del trabajo realizado son las siguientes:
| Estadísticas de digitalización:                     | Cifras                   |
| --------------------------------------------------- | ------------------------ |
| Páginas de archivos judiciales escaneadas           | 14,71 millones de rupias |
| Libros de papel escaneados                          | 26,25 lakhs              |
| Órdenes escaneadas                                  | 59,64 mil rupias         |
| Copias antiguas de páginas de peticiones escaneadas | 10,38 lakhs              |
| Páginas de archivos de administración escaneadas    | 1,21 millones de rupias  |

### Red privada virtual
Se ha proporcionado conexión VPN a jueces de los tribunales superiores para acceder a libros escaneados en papel desde su oficina o desde cualquier otro lugar.

### Diario electrónico
El diario electrónico es una característica por la cual los titulares de cuentas pueden administrar su propia cartera de casos y ver los casos archivados o representados por ellos. El estado del caso junto con las órdenes / juicios provisionales y finales se pusieron a disposición a través de un diario electrónico. Todos los casos identificados de diferentes departamentos, como el del impuesto sobre la renta, las compañías de seguros, la Unión de la India, los abogados generales de Punjab y Haryana, se introducen automáticamente en sus cuentas de agenda electrónica en línea. Además del sistema de agenda electrónica, los gobiernos estatales están desarrollando un sistema de monitorización de casos judiciales (CCMS) a través del cual supervisarán los casos pendientes en la Corte Suprema de India.

### Archivo electrónico
El módulo de presentación electrónica en línea basado en web es funcional para la presentación de casos las 24 horas del día, los 7 días de la semana, expide copias de órdenes, citaciones y es un paso decisivo hacia el régimen judicial sin papel. Es obligatorio archivar todos los casos en línea.

### Sistema de información personal
En la casa, se ha desarrollado el software que contiene el perfil personal y el registro de servicios de los funcionarios judiciales. El acceso a la información relevante se ha dado a diferentes niveles, tales como juez administrativo, registro general, vigilancia de registro, juez de distrito y el funcionario en cuestión.

### Actualización de la información del caso después de la resolución final
Los casos resueltos están disponibles en el sitio web del tribunal superior. En muchas ocasiones, la resolución final es revisada, modificada o impugnada presentando una apelación en la corte. Se muestra e imprime el estado posterior a la disposición final del asunto desde el sitio web. La impresión lleva un mensaje que muestra el estado actualizado del caso.

## Casos de jurisprudencia
En un caso de contrabando de vacas, el Tribunal Superior de Punjab y Haryana, al tratar a los animales como "persona jurídica", ordenó que "todo el reino animal, incluidas las aves y especies acuáticas", sean una "persona jurídica distinta con los correspondientes derechos, deberes y responsabilidades, igual que una persona viva " y los humanos son in loco parentis cuando aplican las normas para el bienestar animal, el tratamiento veterinario, el alimento y el refugio. Por ejemplo, los carruajes tirados por animales no deben llevar más de cuatro humanos, y los animales que transportan carga no deben superar lo especificado por los límites y estos deben reducirse a la mitad cuando los animales tienen que avanzar cuesta arriba.